# 士族反乱
士族反乱（しぞくはんらん）は、日本の明治初期に旧武士階級であった士族が明治政府に対して起こした一連の反政府活動である。

## 概要
江戸時代後期に開国し、王政復古により成立した明治政府は四民平等政策のもと、大名、武士階級を廃止して華族、士族を創設する。秩禄処分により俸禄（家禄）制度は撤廃され、廃刀令の施行など身分的特権も廃された。また、明治政府が行う文明開化、殖産興業政策による西洋技術・文化の輸入、朝鮮出兵を巡る征韓論で政府が紛糾し、明治六年政変で西郷隆盛、江藤新平、板垣退助らが下野すると士族層に影響を与え、明治政府に反対する士族は「不平士族」と呼ばれた。
1874年（明治7年）に江藤が故郷の佐賀県で擁立されて反乱（佐賀の乱）し、1876年（明治9年）には熊本県で神風連の乱、呼応して福岡県で秋月藩士宮崎車之助を中心とする秋月の乱、10月には山口県で前原一誠らによる萩の乱など反乱が続き、それぞれ鎮圧された。
1877年（明治10年）には旧薩摩藩の士族が中心になり西郷隆盛を大将に擁立して、維新後では最大規模の内戦となる西南戦争が勃発。西郷隆盛に呼応する形で福岡でも武部小四郎ら旧福岡藩士族により福岡の変が起こった。政府は反乱軍の2倍以上の兵力を投入し鎮圧したが、兵数、装備、兵站など、政府軍はあらゆる面で西郷軍より有利な条件を有していたにもかかわらず、同等の戦死者数、戦傷者が発生するなど、政府の軍事的な弱さを露呈する結果ともなった。この戦いは日本のその後の富国強兵政策の礎になった。また、いわゆる薩長土肥出身者による藩閥を生むことにもなった。
西南戦争以後、不平士族の反対運動は反乱に加担しなかった板垣らを中心に、国会開設や憲法制定を要求する自由民権運動に移行する。

## 呼称
日本政治史研究の坂野潤治と産業政策研究の大野健一は明治維新を「明治革命」として捉え、不平士族という呼び方では彼らの歴史的役割を矮小化するとして、「革命軍」と呼ぶことを提唱する